# Фудзії Такуро
Фудзії Такуро  (яп. 藤井 拓郎, 21 квітня 1985) — японський плавець, олімпійський медаліст.

## Виступи на Олімпіадах
| Олімпіада   | Дисципліна                        | Місце |
| ----------- | --------------------------------- | ----- |
| Пекін 2008  | естафета 4 × 100 вільним стилем   | 14    |
| Пекін 2008  | плавання на 100 метрів, батерфляй | 6     |
| Пекін 2008  | 200 метрів, комплексне плавання   | 10    |
| Пекін 2008  | комплексна естафета 4 × 100       | 3     |
| Лондон 2012 | плавання на 100 метрів, батерфляй | 22    |
| Лондон 2012 | комплексна естафета 4 × 100       | 2     |